# Треметусия
Треметусѝя (на гръцки: Τρεμετουσιά, Треметуся̀; на турски: Tremeşe), с древно име Тримитунт, е село в Кипър, окръг Ларнака. Според статистическата служба на Северен Кипър през 2011 г. селото има 169 жители. Де факто е под контрола на непризнатата Севернокипърска турска република.
Намира се на територията на зелената линия, охранявана от Мироопазващите сили на ООН.